# کنفرانس اروپایی مدیریت مخابرات و پست
کنفرانس اروپایی مدیریت مخابرات و پست در ۲۶ ژوئن ۱۹۵۹ (میلادی) به عنوان هماهنگ‌کننده سازمان‌های پستی و مخابراتی کشورهای اروپایی پایه‌گذاری شد.
کنفرانس اروپایی مدیریت مخابرات و پست به پیدایش نهاد استانداردهای مخابراتی اروپا در ۱۹۸۸ (میلادی) انجامید.

## بخش‌ها
کنفرانس اروپایی مدیریت مخابرات و پست به سه بخش اصلی تقسیم می‌شود:
- کمیته ارتباطات الکترونیک: مسئول ارتباطات رادیویی، مسائل مخابراتی، که با ادغام کمیته ارتباطات رادیویی اروپا و کمیته اروپا برای مقررات مخابراتی در سپتامبر ۲۰۰۱ (میلادی) پدید آمد.[۱] دبیرخانه دائمی کمیته ارتباطات الکترونیک، دفتر ارتباطات اروپا است.
- کمیته اروپا برای مقررات پستی: مسئول مسائل پستی است.
- کمیته امور سیاست‌گذاری اتحادیه بین‌المللی مخابرات: مسئول سازماندهی هماهنگی کنش‌های کنفرانس اروپایی مدیریت مخابرات و پست برای آماده‌سازی نشست‌های کنش‌های اتحادیه بین‌المللی مخابرات و هنگام برگزاری آنها، همایش‌های تام‌الاختیار، همایش‌های توسعه مخابرات جهانی، و گردهمایی‌های استانداردسازی مخابرات جهانی است.

## اعضا

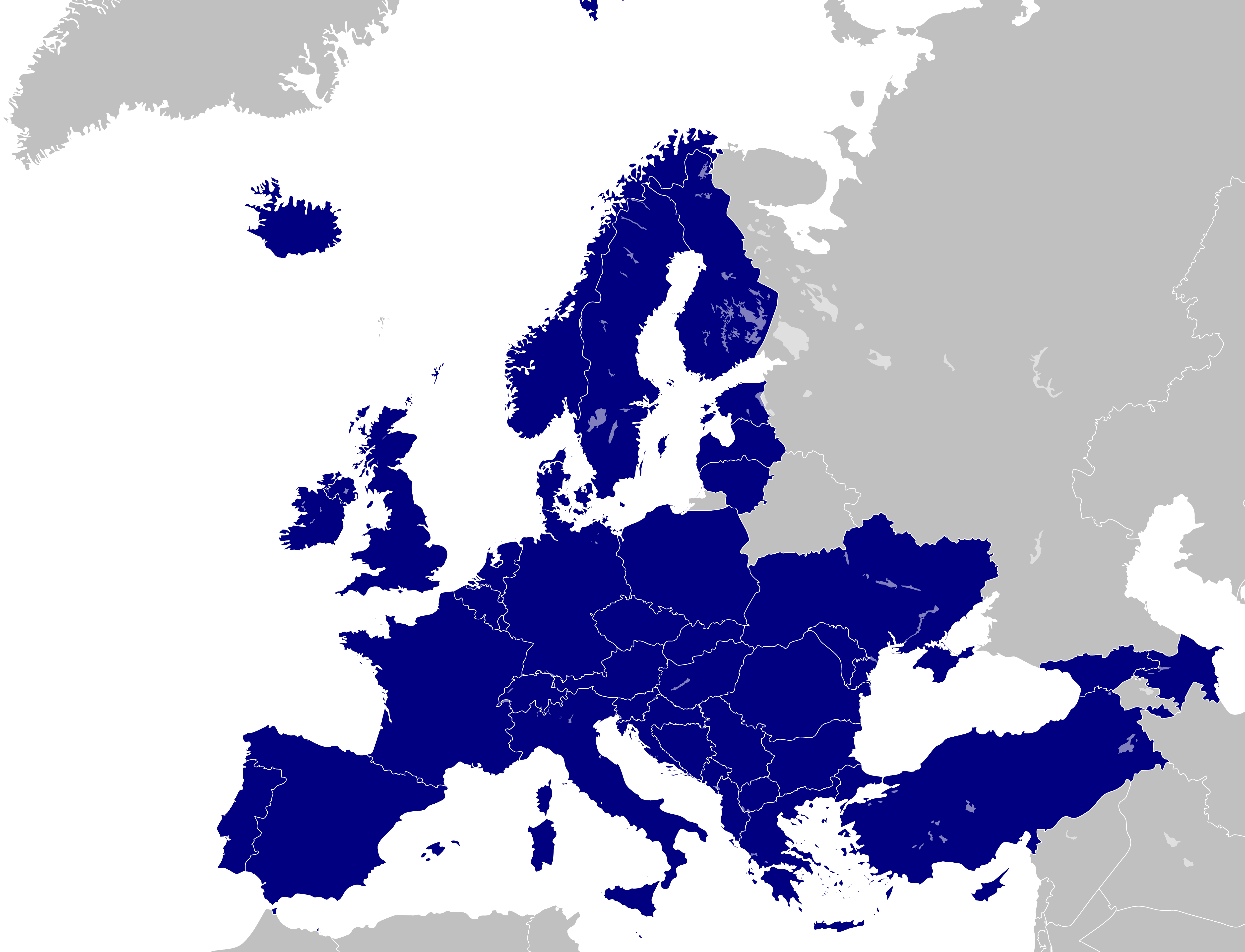
نقشه کشورهای عضو کنفرانس اروپایی مدیریت مخابرات و پست

| - آلبانی · آندورا · اتریش · جمهوری آذربایجان · بلاروس · بلژیک · بوسنی و هرزگوین · بلغارستان · کرواسی · قبرس · جمهوری چک · دانمارک · استونی · فنلاند · فرانسه · گرجستان · آلمان · یونان · مجارستان · ایسلند · جمهوری ایرلند · ایتالیا · لتونی · لیختن‌اشتاین |  | - لیتوانی · لوکزامبورگ · مقدونیه شمالی · مالت · مولداوی · موناکو · مونته‌نگرو · هلند · نروژ · لهستان · پرتغال · رومانی · روسیه · سان مارینو · صربستان · اسلواکی · اسلوونی · اسپانیا · سوئد · سوئیس · ترکیه · اوکراین · بریتانیا · واتیکان |  |